# Östra Dagon Myothit
Östra Dagon Myothit är en kommun i Myanmar.   Den ligger i regionen Yangonregionen, i den södra delen av landet, 300 km söder om huvudstaden Naypyidaw. Antalet invånare är 114 283.